# ديكستر فولك
ديكستر فولك (بالإنجليزية: Dexter Faulk)‏ هو منافس ألعاب قوى أمريكي، ولد في 14 أبريل 1984.

## وصلات خارجية
- ديكستر فولك على موقع الاتحاد الدولي لألعاب القوى (الإنجليزية)
- ديكستر فولك على موقع الدوري الماسي (الإنجليزية)